# بربيت رمادي الحنجرة
بربيت رمادي الحنجرة (الاسم العلمي: Gymnobucco bonapartei) (بالإنجليزية: Grey-throated Barbet)‏ هو نوع من الطيور يتبع جنس البربيت العاري من الفصيلة البربيتية.